# Walter Temmel

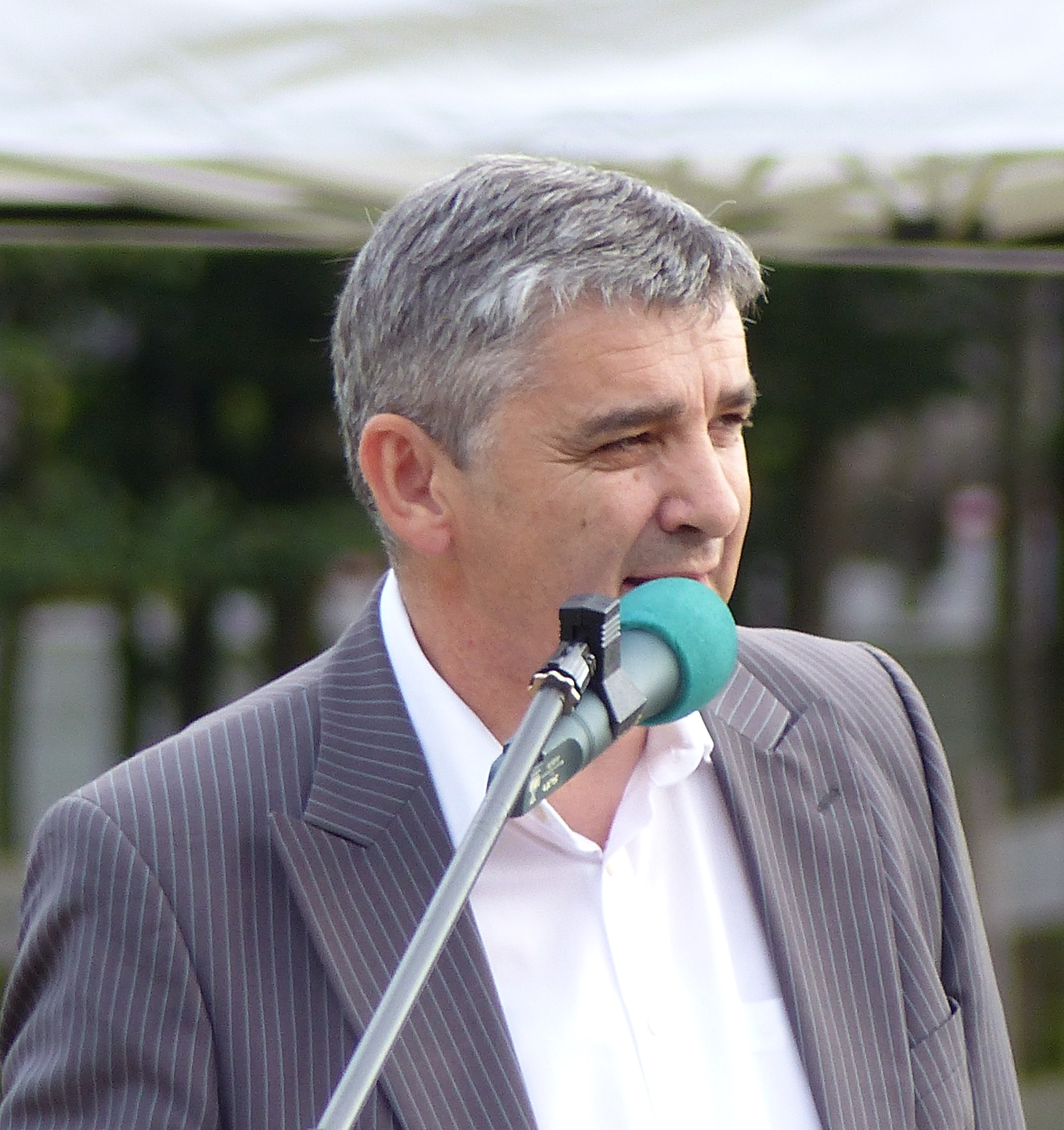
Walter Temmel (2017)

Walter Temmel (* 28. Oktober 1961 in Bildein) ist ein österreichischer Vertragsbediensteter und Politiker (ÖVP). Temmel war von 2015 bis 2025 Abgeordneter zum Burgenländischen Landtag und ist seit 1993 Bürgermeister der Gemeinde Bildein. Zuvor war er bereits von 2008 bis 2010 Landtagsabgeordneter sowie von 2010 bis 2015 Mitglied des österreichischen Bundesrats. 

## Leben
Temmel besuchte nach der Volks- und Hauptschule die Handelsschule und ist beruflich als Vertragsbediensteter beschäftigt.
Temmel ist Vater einer Tochter und eines Sohnes und wohnt mit seiner Familie in Bildein.

## Politik
Er wurde zudem 1993 zum Bürgermeister von Bildein gewählt und ist Bezirksobmann des Österreichischen Gemeindebunds. Temmel rückte am 11. Dezember 2008 für den in die Landesregierung gewechselten Abgeordneten Werner Falb-Meixner in den Landtag nach. Er vertrat die ÖVP im Agrarausschuss und im Umweltausschuss und war Bereichssprecher für Regionalentwicklung und grenzüberschreitende Kooperationen. Nach der Landtagswahl 2010 schied Temmel am 23. Juni 2010 zwar aus dem Landtag aus, übernahm aber für die ÖVP Burgenland ein Mandat im Bundesrat. Aus dem Bundesrat schied er schließlich nach der Landtagswahl 2015 aus, um erneut als Landtagsabgeordneter angelobt zu werden.
Im Dezember 2022 folgte er Georg Rosner als Zweiter Landtagspräsident nach. Für die Landtagswahl 2025 verzichtete er auf eine Kandidatur.